# Mountain Dew (film, 1917)
Pour les articles homonymes, voir Mountain Dew.
Pour plus de détails, voir Fiche technique et Distribution.
Mountain Dew est un film américain réalisé par Thomas N. Heffron, sorti en 1917.

## Synopsis
J. Hamilton Vance, un journaliste venu dans les montagnes pour chercher de la couleur locale pour ses articles, tombe amoureux de Roxie Bradley, la fille d'un contrebandier. Vance finit par gagner la confiance des montagnards et est nommé instituteur de la petite école locale. Le précédent professeur, jaloux, tente de tirer sur Vance par la fenêtre de l'école, mais c'est Roxie qui est touchée. Vance la soigne, rendant de ce fait jalouse Lily Raines, qui lance une rumeur selon laquelle Vance serait un agent fédéral chargé d'espionner les contrebandiers. Pendant que les montagnards complotent pour organiser une vengeance, Roxie et Vance se marient. Comme il est désormais l'un des leurs, Vance est accepté dans la communauté.

## Fiche technique
- Titre original : Mountain Dew
- Réalisation : Thomas N. Heffron
- Scénario : Julien Josephson, Monte M. Katterjohn
- Photographie : Charles J. Stumar
- Société de production : Triangle Film Corporation
- Société de distribution : Triangle Distributing Corporation
- Pays de production :  États-Unis
- Langue originale : anglais
- Format : noir et blanc — 35 mm — 1,37:1 — Film muet
- Genre : Comédie dramatique
- Durée : 5 bobines
- Date de sortie :
  - États-Unis : 16 septembre 1917
- Licence : domaine public

## Distribution
- Margery Wilson : Roxie Bradley
- Charles Gunn : J. Hamilton Vance
- Thomas Washington : Roosevelt Washington
- Al W. Filson : Squire Bradley
- Jack Richardson : Milt Sears
- Aaron Edwards : Lafe Grider
- Mary Boland : Lily Raines